# Салицилат аммония
Салицилат аммония — органическое соединение, 
соль аммония и салициловой кислоты с формулой NH4C6H4(OH)COO,
бесцветные кристаллы,
растворяется в воде.

## Получение
- Действие раствора аммиака на салициловую кислоту в инертной атмосфере:

{\displaystyle {\mathsf {NH_{3}+C_{6}H_{4}(OH)COOH\ {\xrightarrow {}}\ NH_{4}C_{6}H_{4}(OH)COO}}}

## Физические свойства
Салицилат аммония образует бесцветные кристаллы,
хорошо растворимые в воде и этаноле.